# Stan Brittain
Arthur Stanley Brittain, detto Stan (Liverpool, 7 ottobre 1931), è un ex ciclista su strada britannico.

## Palmarès

### Olimpiadi
- 1 medaglia:
  - 1 argento (Melbourne 1956 nella corsa a squadre)

## Piazzamenti

### Grandi giri
- Tour de France

1958: 69º
1960: ritirato (9ª tappa)
1961: ritirato (4ª tappa)